# Супутник (Хорол)
«Супутник» — мотобольна команда з м. Хорол, Полтавської області

## Історія створення
Мотобольна команда «Супутник» (Хорол) заснована в 1965 році на базі Хорольського автомотоклубу ДТСААФ. В 1965 році в Хорольському автомотоклубі було підготовлено 170 мотоциклістів, незабаром автомотоклуб одержав мотоцикли, на яких можна було грати в мотобол. В 70-х рр. ХХ ст. популярними в народі були космонавти і космос, тому мотобольна команда і дістала назву «Супутник». В листопаді 1965 року була зіграна перша гра хорольської мотобольної команди «Супутник» із спортсменами м. Кременчука. Гра мала товариський характер. Гості перемогли, але це була справді історична зустріч, яка започаткувала Хорольський мотобол. Допомогу в організації проведення перших ігор надавали перший секретар Хорольського райкому партії Бех Степан Іванович та начальник автошколи Лук'янець Іван Артемович. В 1968 році «Супутник» (Хорол) грав у другій зоні класу «Б», наступні роки грав в класі «А» чемпіонату УРСР. Свій останній сезон 1971 року чемпіонату УРСР «Супутник» закінчив, здобувши сьоме місце із дев'яти команд. В 1972 році відбулися великі переміни в мотоболі на Хорольщині. Припинив своє існування Хорольський «Супутник». Його змінила нова, більш боєздатна команда «Нива», яка була організована на базі колгоспу «Ленінський шлях» (с. Вишняки Хорольського району). В неї ввійшли всі гравці «Супутника».

## Склад команди
На ігри чемпіонату України 1968 року були заявлені 12 мотоболістів мотобольної команди «Супутник»:
1. Бойко Євген (граючий тренер),
2. Буцик Микола,
3. Зубко Анатолій,
4. Бондаренко Валентин,
5. Потерайло Микола,
6. Драненко Олег,
7. Кіріяченко Микола,
8. Грачов Володимир,
9. Бєлаш Григорій,
10. Теренько Юрій,
11. Кравченко Віктор,
12. Скубієнко Борис,
13. Механік команди — В. Скубієнко.

## Досягнення
1. 1967 — "Супутник (Хорол) — переможець зональних змагань першості України у класі «Б».
2. 1968 — "Супутник (Хорол) — чемпіон України (клас «Б»).
3. 1969 — "Супутник (Хорол) — четверте місце в чемпіонаті УРСР (клас «А»).